# Robert Fernier
Robert Fernier (26 juillet 1895 - 27 mai 1977) est un artiste peintre français, fondateur du musée Courbet à Ornans et auteur du catalogue raisonné de l'œuvre de Gustave Courbet.
Il reçoit le prix Charles-Blanc de l’Académie française en 1970.

## Biographie

### Enfance
Robert Fernier est né dans une famille d'hôteliers qui exploitent l'hôtel du Mont, propriété d'un distillateur d'absinthe. D'origine paysanne, son père est né à Oye-et-Pallet au bord du lac de Saint-Point, sa mère à Gilley dans le Saugeais. Son grand-père est le cousin issu de germain du célèbre peintre Gustave Courbet, ce qu'il n'a jamais su, car à l'époque, cette parenté était quelque peu sulfureuse. Après des études au Collège, il décide de devenir peintre et s'inscrit d'abord à l’École des beaux-arts de Dijon, mais celle-ci ne lui convenant pas, il rejoint son ami Marius Laithier à l'École des beaux-arts de Paris, dans l'atelier de Fernand Cormon, et suit également des cours dans l'atelier de Gustave Courtois.
Fin 1914, à dix-neuf ans, il est mobilisé et fait une guerre glorieuse dans divers bataillons de chasseurs à pied. Libéré en 1919 après 57 mois de service militaire, il retournera à l’École des beaux-arts, où il restera jusqu'à la mort de Fernand Cormon en 1924.

### Peintures et voyages
Peintre de la Franche-Comté, cela lui vaudra entre les deux guerres, le qualificatif de « peintre de la neige ».  Il participe à de nombreuses expositions comme à Langres en 1935 aux côtés des peintres naturalistes francs-comtois Clément Serveau et Georges Fréset, Il glanera les récompenses et une médaille d'or à l'Exposition internationale de 1937. Après une vie consacrée à évoquer le paysage et les mœurs de son petit pays jurassien, il subira à partir de 1949 l'attrait de l'Orient. Après un séjour au Maroc, il ira successivement en Algérie, puis à Madagascar (où il séjournera longtemps, de 1952 à 1958), dans l'archipel des Comores, à La Réunion et enfin en Polynésie, où il vécut de 1962 à 1965 dans le pays natal de son épouse.
Rentré en France, après avoir fixé les paysages et les mœurs aujourd'hui oubliés des peuples d'Afrique et d'Océanie, il se consacre de nouveau à la nature jurassienne, ébloui désormais des couleurs vives tropiques. Il partage sa vie entre Paris, où sa fidèle clientèle et son second métier d'écrivain d'art le retient et son château de Goux-les-Usiers, où il peint.

### Dernières années: Courbet
À partir de 1969, sa santé s'altère et sa vue diminue au point qu'il ne peut plus peindre. Il consacre les dix dernières années de sa vie à l'établissement du catalogue raisonné de l'Œuvre de son cousin Gustave Courbet, en vue de la célébration du centenaire de la mort du peintre en 1977 : ce travail d'inventaire qui répertorie plus de 2 000 pièces, soutenu par la Fondation Wildenstein, n'est publié qu'à titre posthume. Ce travail est entre autres poursuivi par son fils, Jean-Jacques Fernier.
Il présidait depuis 1938 la Société des amis de Gustave Courbet et c'est à ses efforts que l'on doit la création du musée Courbet dans sa maison natale d'Ornans. 
Robert Fernier est nommé officier de la Légion d'honneur.
Il meurt auprès des siens, dans son château de Goux-les-Usiers, le 27 mai 1977.

## Œuvre
Infatigable organisateur, il fut sa vie durant un animateur artistique, défendant ses contemporains et sauvegardant les œuvres du passé comtois. Il créa plusieurs Salons, dont celui des Annonciades, qui depuis 1924, se poursuit chaque année à Pontarlier et fut un temps, la première manifestation artistique dans le centre-est de la France. Il exposa sa vie durant, en province et à Paris, mais plus souvent en Franche-Comté et en Suisse, ainsi que dans les pays qu'il parcourut.
Il laisse environ 4 000 œuvres peintes et dessinées, créées pendant un demi-siècle, conservées dans de nombreux musées en France, Suisse, Belgique, États-Unis et dans les collections privées des pays qu'il visita ; une œuvre d'écrivain importante, consacrée à l'Art et à la peinture des mœurs de son petit pays ; et il reste par son témoignage pictural, un observateur attentif d'une époque dont il vécut les mutations, en France et dans les pays d'outre-mer.
Ses principaux tableaux sont :
- L'Enterrement d'hiver dans le Haut-Doubs (1927), actuellement au musée de Philadelphie.
- La Nativité, (1927)
- L'Adoration des bergers, en 1928
- Les Skieurs (1931)
- La Foire de Pontarlier (1932)
- La Bénédiction de la charrue
- La Bénédiction des campènes, à l'exposition internationale de 1937, pavillon des Gaudes.

## Distinctions
- Officier de la Légion d'honneur (décret du 22 décembre 1952)
- Médaille militaire (1920)
- Croix de guerre 1914–1918, étoile d'argent
- Chevalier de l'ordre des Palmes académiques (1947)
- Commandeur de l'ordre de l'Étoile d'Anjouan (1955)[4]